# Pierre Petitclair
Pierre Petitclair (1813 - 1860) est un écrivain québécois. Il a écrit plusieurs pièces de théâtre.

## Son œuvre

### Nouvelle
- Une aventure au Labrador

### Pièce de théâtre
- Griphon ou la Vengeance d'un valet
- Une partie de campagne
- La donation